# Сенат Републике Италије
Сенат Републике Италије (итал. Senato della Repubblica) горњи је дом Италијанског парламента.
Сенат се састоји од 315 чланова, који су директно бирани на изборима и тренутно 7 доживотних сенатора. Сенатори морају бити старији од 40 година, и бирани су од грађана који имају макар 25 година старости. 309 сенатора су бирани у регионалним изборним окрузима, док 6 сенатора представљају дијаспору. Седиште Сената је Палата Мадама у Риму.
Доживотни сенатори су састављени од бивших председника Републике и од грађана које именује председник Републике „за изванредне заслуге у социјалној, научној, уметничкој и књижевној области”.
Италијански Сенат је необичан међу европским горњим кућама, зато што има исту важност и моћ са доњим домом: осим буџета, било који закон се мора одобрит, од стране оба дома, а поред тога Влада мора имати већину у оба дома да би остала на функцији.